# Docalidia gracilis
Docalidia gracilis är en insektsart som beskrevs av Nielson 1979. Docalidia gracilis ingår i släktet Docalidia och familjen dvärgstritar. Inga underarter finns listade i Catalogue of Life.